# Rance
Rance este un fluviu în regiunea Bretania în partea de vest a Franței. 

## Geografia
Traversează două departamente: Côtes-d'Armor și Ille-et-Vilaine iar principalele orașe aflate de-a lungul cursului său sunt Dinan, Dinard și Saint-Malo
Se varsă în Marea Mânecii între Dinard și Saint-Malo. Este conectat de Vilaine prin intermediul unui canal Ille et Rance și a râului Ille. 

### Centrala maremotrică
La vărsarea în mare, formează un estuar, unde, datorită mareelor foarte puternice, a fost construit un baraj de 750 m lungime ce formează Centrala Maremotrică Rance. Această centrală maremotrică, cu o putere instalată de 240 MW, a fost construită între anii 1961–1966. Centrala Maremetrică Rance este prima centrală maremotrică din lume.